# 柳尚義
柳尚義（1470年—16世紀），字宗正，湖廣岳州府巴陵縣人，明朝政治人物。

## 生平
弘治八年（1495年），柳尚義中式乙卯科湖廣鄉試第三十七名舉人。弘治十二年（1499年）中進士，獲授江西庐陵县知縣，十八年（1505年）試任南京雲南道監察御史；正德四年（1509年）負責廵歷順天府、保定府等地，次年（1510年）陞右僉都御史，不久因為忤逆劉瑾除名，在林下以詩酒自娛。
劉瑾敗亡，柳尚義在正德七年（1512年）得起復為山東徐州兵備道副使，調天津兵備道，八年（1513年）陞陝西左參政，在任內去世。

## 家族
曾祖柳元孫；祖柳民望；父柳纲。母邹氏。永感下。

## 引用
1. 1 2  光緒《巴陵縣志·卷二十八·人物志一》：柳尚義，字宗正，弘治己未進士，徵拜監察御史，累陟僉都御史，以忤逆瑾除名，瑾敗復起副使 《山東通志》：按察司副使 ，仕至參政卒 府志：忤劉瑾謫參政，遂引疾歸，優游林下，詩酒自娛，多所題詠，瑾敗復副使，終參政 。義明於大體，執政不回，當逆瑾竊柄時，朝臣半出門下，士風淟涊如茅斯靡，如義者亦可謂嶽峙鋒銛矣。 《分省人物考》 按丙寅府志以尚義為臨湘人，《楚紀》及《通志》作巴陵人。今考《題名碑錄》注岳州府巴陵縣軍籍，足證府志誤。《畿輔通志》：正德間任天津兵備道
2. ↑  清光緒《湖南通志》
3. ↑  光緒《巴陵縣志·卷二十二·選舉志一》：（弘治）十一年戊午（舉人）……柳尚義……十二年己未（進士） 柳尚義 倫文敘榜，《題名碑錄》同進士出身，湖廣巴陵縣軍籍，丙寅府志誤作臨湘縣人
4. ↑  《明武宗毅皇帝實錄·卷七》：（弘治十八年十一月）庚戌擢行人馬騤、王弘、吳鉞、蕭乾元、蔣瑤，推官房瀛、羅玹、陳鍾，知縣徐禎、文浩、吳堂、馬龍、劉慶、閻睿、翟唐、李廷梧、孫迪、許立、凌相、黃昭道、柳尚義、母恩，學錄王鑑，學正汪正，教諭周廷徵俱試監察御史，禎河南道，晧、瀛雲南道，騤江西道，堂、龍、廷徵山西道，慶廣西道，睿陜西道，唐、玹、廷梧湖廣道，鑑貴州道，鍾、迪山東道，弘南京福建道，正南京江西道，立、鉞南京廣東道，相南京廣西道，乾元南京山東道，瑤南京山西道，昭道南京陝西道，尚義南京雲南道，恩南京湖廣道。
5. ↑  《明武宗毅皇帝實錄·卷五十二》：（正德四年七月壬寅）命監察御史柳尚義廵歷順天保定等府，居天津，甯杲廵歷真定廣平等府，居真定，薛鳳鳴廵歷應天淮揚等府，居高郵，潘銳廵歷蘇松徽寧等府，居蘇州。
6. ↑  《明武宗毅皇帝實錄·卷五十九》：（正德五年正月）壬戌黜南直隸廵捕御史薛鳳鳴編為徐州驛弓手，陞北直隸廵捕御史甯杲為左僉都御史，柳尚義為右僉都御史。時鳳鳴廵歷宿州，與所部指揮石璽會飲教塲，投壺蹴鞠為瑾緝事者所發，下吏部劾治，尚書張綵謂三人同受命廵捕，杲、尚義獲盜功多，而鳳鳴縱恣不法，乃爾宜重示懲勸，於是杲尚義皆驟遷，鳳鳴并家屬編管於其所治之徐州，璽罰米五百石，未幾令鳳鳴廵捕如故。
7. ↑  《明武宗毅皇帝實錄·卷八十八》：（正德七年閏五月）丙子調徐州兵備副史馮顯整飭九江兵備，以柳尚義代之。先是有旨復尚義為副使，令用之要衝，吏部乃諳以更顯。
8. ↑  《明武宗毅皇帝實錄·卷一百三》：正德八年八月丙申朔陞陜西布政司右參政王紹為山西按察司按察使，山東按察司副使柳尚義為陜西布政司左參政。
9. ↑  龚延明主编. . 宁波: 宁波出版社. 2016. ISBN 978-7-5526-2320-8. 《天一閣藏明代科舉錄選刊.登科錄》之《弘治十二年己未科進士登科錄》